# Таривердиев, Хайдар-хан Аму оглы
Хайдар-хан Аму-оглы Таривердиев (перс. حیدرخان عمواوغلی تاریوردی‎, азерб. حیدرخان عمواوغلی تاریوردی / Heydər Xan Əmoğlu; 20 декабря 1880, Урмия, Иранский Азербайджан — 15 октября 1921, Гилянская советская республика) — революционный активист, действовавший в Иране, Азербайджане и Центральной Азии, и использовавший террор для радикализации персидской политики в начале 1920-х гг.; губернатор Хоя в период Конституционной революции (1908—1909), генеральный секретарь Иранской коммунистической партии, комиссар иностранных дел Персидской ССР (1921).

## Биография
Хайдар-хан Амуоглы родился 20 декабря 1880 года в Урмии в азербайджанской семье врача-гомеопата Али-Акпера Афшара. В 1886 г. семья Али-Акпера Афшара эмигрировала из Ирана в Россию. Хайдар-хан вырос в Гяндже. В качестве студента Тифлисского Политехнического Университета, он близко познакомился с идеями социализма и в 1898 г. вступил в РСДРП. В 1900—1903 гг. работал в Тифлисе и Баку. Затем вернулся в Иран и работал на электростанции в городе Мешхед, а затем стал директором электростанции в Тегеране. В 1905 году Хайдар-хан организовал в столице Ирана первый социал-демократический кружок из 7 человек. Кружок Хайдар-хана с самого начала сотрудничал с Хасаном Таги-заде и другими иранскими конституционалистами. Хайдар-хан позиционировал себя как «левого демократа».
Во время конституционной революции в Иране Хайдар-хан основал в Тегеране отделение Ичтимаи-е-Амиюн. В 1907 году кружок Хайдар-хана и другие кружки иранских марксистов объединились в социал-демократическую партию Ирана. Хайдар-хан активно защищал конституционную революцию, вплоть до террористической деятельности, за которую к 1908 году стал известен под псевдонимом «Бомбист». В 1909 году он участвовал в покушении на Мохаммед Али-шаха. В период второй фазы конституционного движения Хайдар-хан, вместе с Мамед Эмином Расулзаде Расулзаде, присоединился к Демократической партии Азербайджана.
Изгнанный в 1911 году из Ирана, Хайдар-хан выехал в Россию, а оттуда в 1912 году эмигрировал в Турцию, где активно сотрудничал с режимом младотурок. До 1914 года Хайдар-хан жил в основном в Стамбуле. В годы Первой мировой войны Хайдар-хан получил офицерский чин и сражался в рядах протурецкой боевой организации «Musahidin-i Azarbaijan» (азерб. Муджахеды Азербайджана). Участвовал в боях против Русского Экспедиционного корпуса в Персии и британских контингентов. То было время, когда социал-демократы-большевики (в полном соответствии с лозунгом «Поражения своего правительства в войне») негласно поддерживали пантюркистский политический проект «Туран Йолу» (Дорога в Туран). Несмотря на расчленительские анти-иранские установки младотурецкого кабинета и муджахедов Азербайджана, — Хайдар-хан сотрудничал с Иранским Комитетом в Берлине.
После Февральской революции в России Хайдар-хан приехал в Петроград. Вплоть до прихода к власти большевиков он скрывал свою службу в турецкой армии. В 1919 г. Хайдар-хан выехал в Среднюю Азию для работы с эмигрантами из Ирана, в рядах коммунистической организации «Адалят».
После основания Коммунистической Партии Ирана, Хайдар-хан в сентябре 1920 г. возглавил ЦК партии. В мае 1921-го, совместно с Сеидом Джафаром Пишевари, он организует коммунистическое движение в Гилянской республике, где он назначается Комиссаром внешних сношений в коалиционном правительстве Кучек-хана.
Хайдар-хан и его товарищи прибыли на заседание ревкома, по приглашению командира партизан-дженгелийцев Кучек-хана, и были убиты сторонниками последнего (октябрь 1921).